# ژیگ

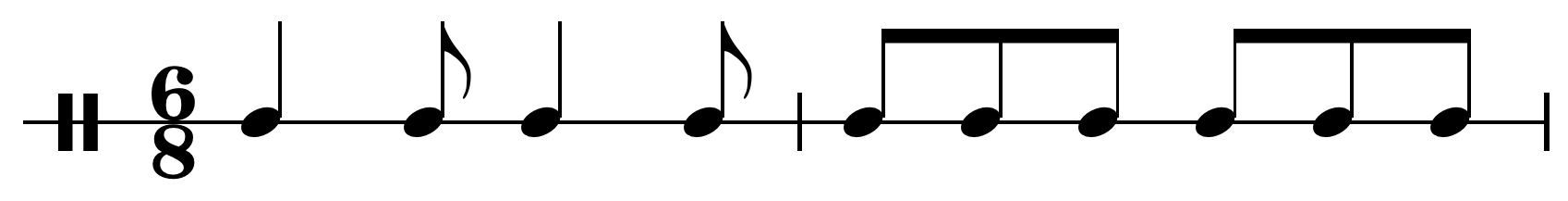
الگوی رقص ژیگ

ژیگ (به فرانسوی: gigue) (یا با تلفظ انگلیسی: «جیگ»)، نوعی رقص و ترانه‌های مربوط به رقص است که در سنت موسیقایی انگلستان پیشینه دارد و موسیقی باروک مشخص‌ترین نمودِ آثاری با این سبک است.
ترانهٔ این رقص می‌تواند با میزان ۶/۸، ۹/۸ یا ۱۲/۶ باشد؛ در نتیجه، این رقص بسیار پرجست‌وخیز و بانشاط است.